# تپه معروف به قلعه
تپه معروف به قلعه مربوط به دوره اشکانیان - دوره ساسانیان است و در شهرستان ساوه، روستای خدابنده واقع شده و این اثر در تاریخ ۱۰ آذر ۱۳۵۴ با شمارهٔ ثبت ۱۲۱۰ به‌عنوان یکی از آثار ملی ایران به ثبت رسیده است.